# هانس استروبری
هانس استروبری، (به سوئدی: Hans Stråberg) (زاده ۱ ژانویه ۱۹۵۷) کارآفرین، بازرگان و مدیر ارشد اجرایی سوئدی است، که در حال حاضر به‌عنوان مدیر عامل اجرایی شرکت الکترولوکس فعالیت می‌کند.